# Bucium (Alba)
Bucium (Alba) é uma comuna romena localizada no distrito de Alba, na região histórica da Transilvânia. A comuna possui uma área de 85.70 km² e sua população era de 1668 habitantes segundo o censo de 2007.